# Eupithecia conceptata
Eupithecia conceptata là một loài bướm đêm trong họ Geometridae.